# Hrabstwo Lamar (Missisipi)
Hrabstwo Lamar (ang. Lamar County) – hrabstwo w stanie Missisipi w Stanach Zjednoczonych. Obszar całkowity hrabstwa obejmuje powierzchnię 500,49 mil² (1296,26 km²). Według szacunków United States Census Bureau w roku 2009 miało 49 980 mieszkańców.
Hrabstwo powstało w 1904 roku.

## Miejscowości
- Hattiesburg
- Lumberton
- Purvis
- Sumrall[4]

## CDP
- Arnold Line
- West Hattiesburg[4].

| Populacja hrabstwa w poprzednich latach | Populacja hrabstwa w poprzednich latach |
| Rok                                     | Liczba ludności                         |
| --------------------------------------- | --------------------------------------- |
| 1980                                    | 23 906                                  |
| 1990                                    | 30 424                                  |
| 2000                                    | 39 070                                  |
| 2005                                    | 44 616                                  |